# Mbala, Zambia
Mbala  este un oraș  în  Provincia de Nord, Zambia.